# Night of Champions (2014)
Night of Champions 2014 – gala PPV zorganizowana przez World Wrestling Entertainment, która odbyła się 21 września 2014 roku w Bridgestone Arenie w Nashville. Była to ósma gala Night of Champions w historii. Liczba widzów wynosiła 12 000.
W walce wieczoru John Cena pokonał Brocka Lesnara w starciu o pas WWE World Heavyweight Championship poprzez dyskwalifikację. Pomimo że Cena wygrał, Lesnar zachował swój pas, gdyż w WWE w przypadku dyskwalifikacji pas nie zmienia właściciela.

## Wyniki
| Nr                                 | Wyniki                                                                         | Stypulacje                                         | Czas  |
| ---------------------------------- | ------------------------------------------------------------------------------ | -------------------------------------------------- | ----- |
| 1                                  | Goldust i Stardust pokonali The Usos (Jimmy'ego i Jeya Uso) (c)                | Tag team match o WWE Tag Team Championship         | 12:47 |
| 2                                  | Sheamus (c) pokonał Cesaro                                                     | Singles match o WWE United States Championship     | 13:06 |
| 3                                  | The Miz (z Damienem Mizdowem) pokonał Dolpha Zigglera (c) (z R-Truthem)        | Singles match o WWE Intercontinental Championship  | 08:25 |
| 4                                  | Seth Rollins pokonał Romana Reignsa poprzez poddanie walki                     | Singles match                                      | 0:10  |
| 5                                  | Rusev (z Laną) pokonał Marka Henry'ego poprzez submission                      | Singles match                                      | 07:20 |
| 6                                  | Randy Orton pokonał Chrisa Jericho                                             | Singles match                                      | 16:23 |
| 7                                  | AJ Lee pokonała Paige (c) i Nikki Bella poprzez submission                     | Triple threat match o WWE Divas Championship       | 08:41 |
| 8                                  | John Cena pokonał Brocka Lesnara (c) (z Paulem Heymanem) przez dyskwalifikację | Singles match o WWE World Heavyweight Championship | 14:21 |
| (c) – mistrz/mistrzyni przed walką |                                                                                |                                                    |       |